# 君士坦丁堡之围 (626年)
626年君士坦丁堡之围，或称波斯人与阿瓦尔人围攻君士坦丁堡，是萨珊王朝和阿瓦尔汗国军队及其斯拉夫同盟军发动的对拜占庭帝国首都君士坦丁堡的一次进攻。这次围城以拜占庭军的胜利告终，守城的成功避免了帝国的崩溃，加上之后希拉克略皇帝在波斯本土的胜利，最终使拜占庭人赢得了旷日持久的拜占庭-萨珊战争，收复了被萨珊王朝占领的领土。

## 背景
602年，莫里斯皇帝被叛军推翻，百夫长福卡斯登上皇位，后来的史书称他统治残暴且缺乏能力，他的统治使帝国变得脆弱而不稳定。当时在位的萨珊王朝君主库斯老二世当年是在莫里斯的帮助下打败篡位者巴赫拉姆·楚宾而登位，所以他以为莫里斯报仇为借口，对拜占庭帝国发动了入侵。战争初期，波斯人获得了成功，拜占庭军被赶回安纳托利亚中部。后来福卡斯于610年被阿非利加总督之子希拉克略推翻，新皇帝试图发起反击，但被击败，波斯人乘胜占领了埃及、叙利亚和巴勒斯坦。后来希拉克略对波斯本土发起几次成功的攻势，使得波斯人决定于626年对拜占庭帝国的首都君士坦丁堡发起直接进攻，他们以与君堡隔岸相望的迦克墩为基地，拜占庭帝国无力阻止其进军。同年5月14-15日，君士坦丁堡城中还发生了针对约翰·塞斯莫斯（John Seismos）的暴乱，他试图取消给帝国卫队的面包配给，同时把面包价格从3个福利斯提高到8个福利斯。他的这些举措本意是为了节约国家资源，但激起了不满，后来被撤职，但城中仍有骚乱继续发生。

## 围城过程

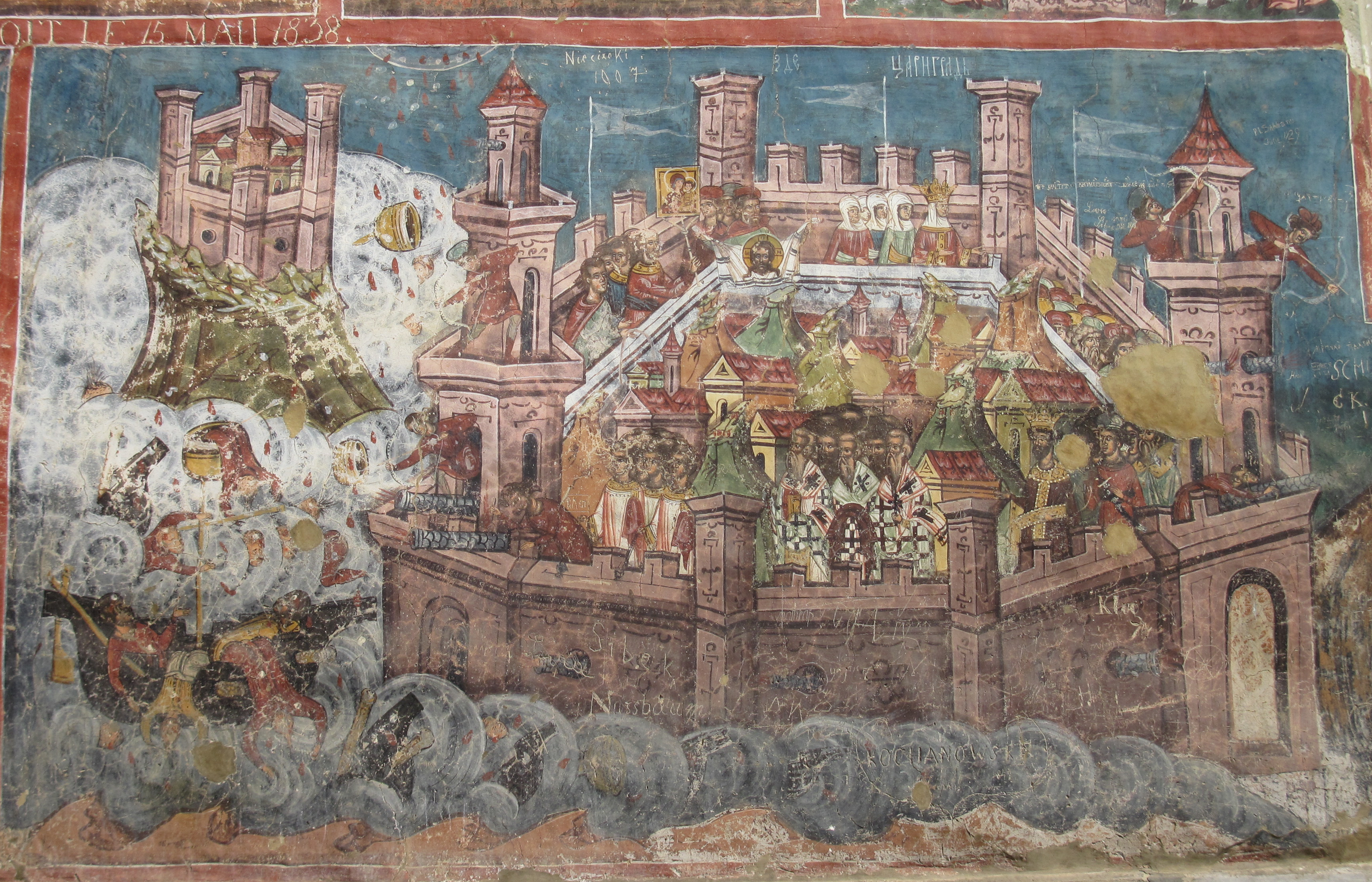
罗马尼亚摩尔多维察修道院的壁画，描绘了626年围攻君士坦丁堡的景象

库思老二世为了彻底打败拜占庭人，决定发起一次决定性的反攻，他从国内外抽调几乎所有可抽调的人员，组成了两支新军队。一支5万人的部队由沙欣·瓦赫曼扎德甘率领，驻扎于亚美尼亚和美索不达米亚，阻止希拉克略进攻波斯本土；一支较小的部队由沙赫尔巴拉兹率领，穿过希拉克略的侧翼，向博斯普鲁斯海峡沿岸的波斯基地迦克墩行进，以进攻君士坦丁堡。库斯老还与阿瓦尔人的可汗进行商议，以从欧亚两侧对拜占庭首都发起联合进攻。波斯军成功到达迦克墩，阿瓦尔人也如约而至，摧毁了瓦伦斯水道桥。但由于拜占庭海军掌握了海峡的制海权，波斯人不能把兵力送到欧洲一侧去支援盟友。这使得擅长攻城的波斯军无用武之地，同时也造成了两军的交流困难。
君士坦丁堡的城防指挥官是牧首塞尔吉乌斯一世和将军博努斯。希拉克略皇帝当时率军在外，收到敌人围攻首都消息后，他将军队分为三部分，虽不担心城防，但还是向首都派出一支援军以鼓舞守军的士气；第二部分军队由他的弟弟狄奥多尔指挥，前去对抗沙欣；第三部分由皇帝自己指挥，打算突袭波斯腹地。
626年6月29日，对君士坦丁堡城墙的进攻开始了。1.2万名拜占庭骑兵（徒步）在城墙内对抗8万阿瓦尔人和斯拉夫人，阿瓦尔人动用了攻城武器，猛攻持续了一个月。牧首塞尔吉乌斯率领队伍举着圣母像游行，以激发人们的宗教热情，让他们相信圣母在保佑他们，这使得城内士气高涨，连君士坦丁堡周围的农民也被宗教热情所鼓动。
8月7日，一支波斯舰队搭载着士兵试图渡过海峡，但被拜占庭海军包围摧毁。同时，斯拉夫人试图渡过金角湾攻击海墙，阿瓦尔人则对陆墙再次发起猛攻。斯拉夫人的船只被博努斯率领的舰队撞毁，阿瓦尔人6日至7日的猛攻也毫无成效。随后消息传来，皇帝的弟弟狄奥多尔已对沙欣取得大胜，阿瓦尔人和斯拉夫人立即决定撤退，并在两天内退回巴尔干腹地。尽管沙赫尔巴拉兹的军队还在迦克墩，但没有盟友，他们也不能再威胁君士坦丁堡了。为了感谢圣母玛利亚的庇佑，塞尔吉乌斯或皮西迪亚的乔治创作了一首赞美诗。

## 战役之后

君士坦丁堡及周围地区的地图

得知沙赫尔巴拉兹攻城失败后，库斯老二世感到愤怒，他送给军队副总指挥卡尔达里甘一封信，要他杀死这位主将，但这封信落到了希拉克略手里，他又把其内容告知沙赫尔巴拉兹。于是这位将领领军回到叙利亚，不再服从国君的命令，在之后的战争中保持中立。这保证了希拉克略进攻波斯时的侧翼安全，并使得波斯人失去了一支精锐部队。次年，希拉克略率军进攻美索不达米亚，在尼尼微战役中大胜波斯军，进军萨珊王朝首都泰西封，库斯老之子喀瓦德二世在贵族支持下推翻并杀害了父亲，向拜占庭帝国求和。最终波斯人放弃所占拜占庭领土，释放所有俘虏，缴纳一笔赔款，悉数归还在耶路撒冷抢走的真十字架和其他圣物。此后两国再也没有交战：几十年内，阿拉伯人的入侵毁灭了萨珊王朝并严重削弱了拜占庭帝国。

## 分析
这次攻城的失败主要是由于阿瓦尔人缺乏足够的耐心与先进的攻城技术，君士坦丁堡城墙应付简单的攻城塔和一些其他机械绰绰有余。波斯人和阿瓦尔人缺乏海军，不仅使擅长攻城的波斯人无法发挥其优势，也使得联军不能进攻城市的海墙并无法顺畅沟通；另外阿瓦尔人的补给准备也不足，迫使他们放弃围城。

## 脚注
1. ↑  Hurbanič, Martin. . Springer. : 163–164  [2020-08-01]. ISBN 9783030166847. （原始内容存档于2020-03-09） （英语）.
2. ↑  Hurbanič, Martin. . Springer. : 135  [2020-08-01]. ISBN 9783030166847. （原始内容存档于2020-03-09） （英语）.
3. 1 2 3  Norwich 1997，第90頁.
4. ↑  Kaegi 2003，第133頁.
5. 1 2  Norwich 1997，第92頁.
6. 1 2  Oman 1893，第210頁.
7. ↑  Treadgold 1997，第297頁.
8. ↑  Kaegi 2003，第133, 140頁.
9. ↑  Dodgeon, Lieu & Greatrex 2002，第179–181頁.
10. ↑  Kaegi 2003，第134頁.
11. 1 2 3  Oman 1893，第211頁.
12. 1 2 3  Norwich 1997，第93頁.
13. ↑  Kaegi 2003，第136頁.
14. ↑  Kaegi 2003，第137頁.
15. ↑  Ekonomou 2008，第285頁.
16. ↑  Gambero 1999，第338頁.
17. ↑  Kaegi 2003，第148頁.
18. ↑  Kaegi 2003，第151頁.
19. ↑  Kaegi 2003，第178, 189–190頁
20. ↑  Oman 1893，第212頁
21. ↑  Haldon 1997，第49–50頁
22. ↑  Kaegi 2003，第140頁.

## 延伸阅读
- Howard-Johnston, James. . Mango, Cyril; Dagron, Gilbert; Greatrex, Geoffrey  (编). . Aldershot, Hampshire: Variorum. 1995: 131–142  [2020-08-01]. ISBN 0-86078-487-8. （原始内容存档于2020-03-09）.
- Kazhdan, Alexander Petrovich (编). . New York, New York and Oxford, United Kingdom: Oxford University Press. 1991. ISBN 978-0-19-504652-6.
- Haldon, John, , Cambridge University Press, 1997 [1990]  [2020-08-02], ISBN 0-521-31917-X, （原始内容存档于2019-01-28）.